# Sorgina

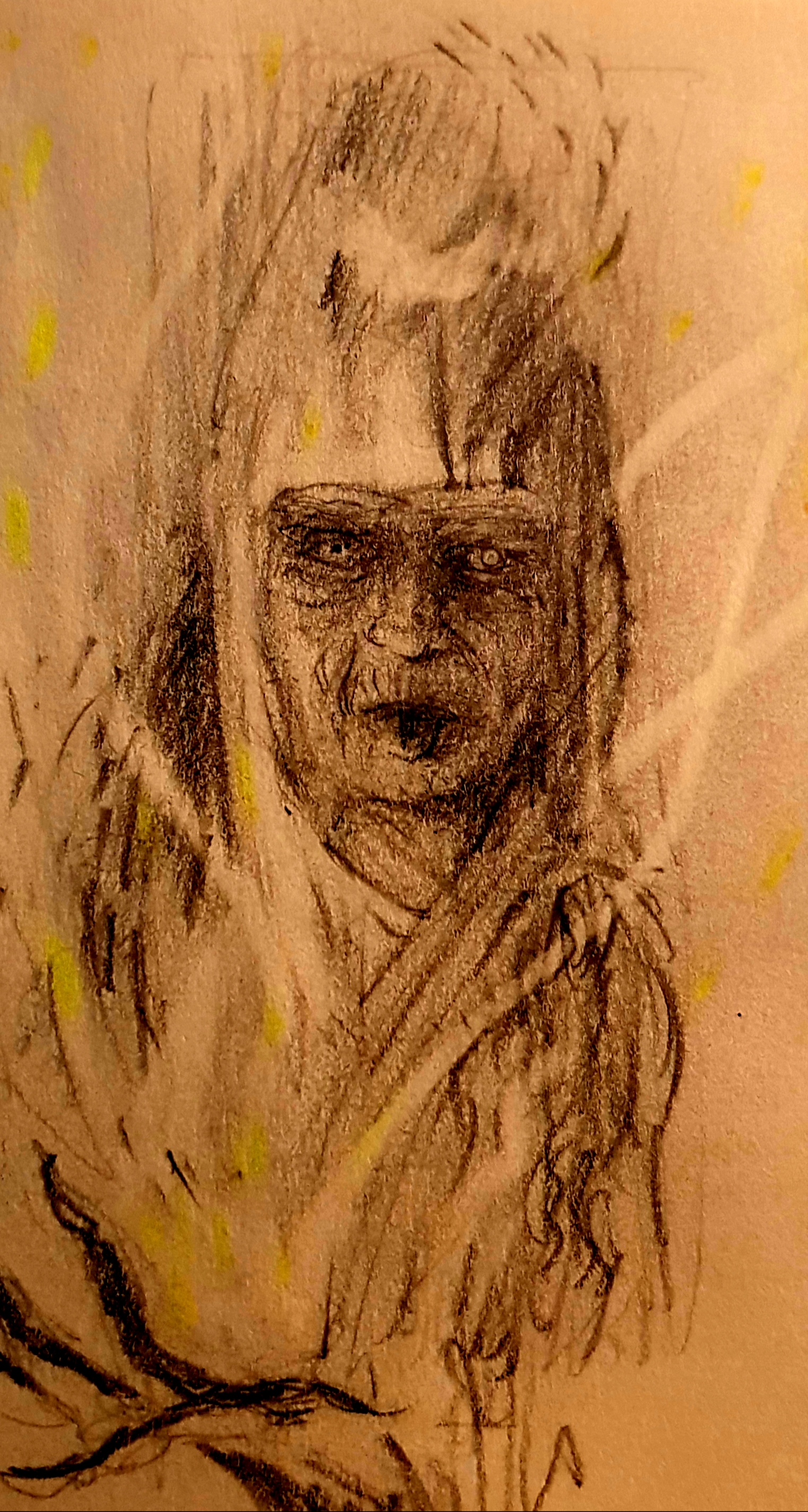
Bruixa basca del segle XVI

Sorgina és el nom basc per a la bruixa. La mitologia basca situa les "sorginak" com a assistents de la deessa Mari en la seua lluita per fer pagar cara la mentida. Com a personatges històrics, les sorginak es reunien les nits dels divendres en un prat anomenat en basc akelarre ("prat del boc") o eperlanda ("camp de la perdiu") per a celebrar rituals magico-eròtics hui foscos, que han passat tristament a la història a causa de la cruel persecució amb què la Inquisició cristiana va sotmetre els seus participants. Cal no confondre la sorgina (bruixa) amb l'azti (mag o endeví).
Pel que fa a l'etimologia, Joxemiel Barandiaran proposa que deriva de sorte + -gin, significant per tant "llançadora de sorts". No obstant és més probable que derive de sor- + -gin: creador(a). També es pot interpretar com la comare actual.